# Rhipidia multipunctata
Rhipidia multipunctata är en tvåvingeart som först beskrevs av Fabricius 1805.  Rhipidia multipunctata ingår i släktet Rhipidia och familjen småharkrankar. Inga underarter finns listade i Catalogue of Life.